# 光神殿
光聖堂（ひかるせいどう）とは、1992年に、宗教法人崇教真光の2代教え主岡田恵珠の行った建設（崇教真光では四大聖業と称している）の1つであり、真光系教団開祖・岡田光玉の魂を奉る神殿である。

## 参拝
光聖堂への参拝(見学)は、4月～10月限定で、組み手（信者）のみ参拝が可能。
11月～3月は光神殿のある位山地域では豪雪となり、交通面で通行不能となる為、冬期閉門を行っている。

## 交通
JR高山本線久々野駅が最寄り駅。
タクシーの利用は原則禁止とし、教団は自家用車で乗り合わせての参拝を勧めている。

## 周辺
周囲を1000m級の山に囲まれている為、民家が所々にある。近くに飛騨川に注ぐ支流がある。
また、北側の山の山頂付近には教団の所有する『世界総本山奥宮』山を越えると、真光隊の研修・修練施設である『崇教真光青年会館』がある。